# Simulium desirei
Simulium desirei är en tvåvingeart som beskrevs av Pilaka och Elouard 1999. Simulium desirei ingår i släktet Simulium och familjen knott. Inga underarter finns listade i Catalogue of Life.